# Anhídrido de ácido

Anhídrido de ácido simétrico.

Anhídrido de ácido mixto.

Los anhídridos de ácido (o anhídridos carboxílicos) son compuestos químicos orgánicos cuya fórmula general es (RCO)2O. Formalmente son productos de deshidratación de dos moléculas de ácido carboxílico (o una, si ocurre de forma intramolecular en un ácido dicarboxílico). Al reaccionar con agua (hidrólisis) vuelven a constituir los ácidos carboxílicos de partida.
Anhídridos de ácido simétricos y anhídridos de ácido mixtos son respectivamente aquellos donde los grupos acilo (RCO-) son iguales o diferentes.

## Síntesis
Los anhídridos de ácido se producen al reaccionar un haluro de acilo (RCOX) con un carboxilato (R'COO-): 
En el caso de ser intramolecular, y cuando conduce a anillos de cinco o de seis átomos, puede realizarse directamente por deshidratación térmica (mediante calor), de lo cual se obtiene el correspondiente anhídrido de ácido cíclico. Por ejemplo, el anhídrido succínico a partir de ácido succínico:

## Aplicaciones
Las reacciones de los anhídridos de ácido son similares a las que ocurren en los haluros de acilo, al ser tanto el haluro (X-) como el carboxilato buenos grupos salientes. A destacar, el anhídrido acético, que con fenoles puede generar ésteres, lo cual es útil en la producción de medicamentos como el ácido acetilsalicílico (Aspirina).
Los anhídridos de ácido carboxílico son muy reactivos.

## Nomenclatura
En general, se nombran igual que los ácidos de procedencia, precedidos por la palabra anhídrido: 
- Los anhídridos de ácido dicarboxílicos (un ácido) se denominan sustituyendo la palabra ácido por anhídrido.
- Los anhídridos de ácido monocarboxílicos se designan con el vocablo anhídrido seguido por cada componente del ácido carboxílico, en orden alfabético (sin la palabra ácido).

### Procedimiento
- Identificación de la cadena principal que pertenece al grupo funcional. anhídrido (O).
- Asignación del nombre de los ácidos carboxílicos de origen suprimiendo la palabra ácido.
- Inicio de la numeración de los radicales por el carbono que esté unido al grupo funcional.

Para mayores detalles, consulte Nomenclatura de anhídridos y peróxidos de acilo
Ejemplo
- Anhídrido ftálico: anhídrido 1,2 benceno carboxílico